# Made in Heaven

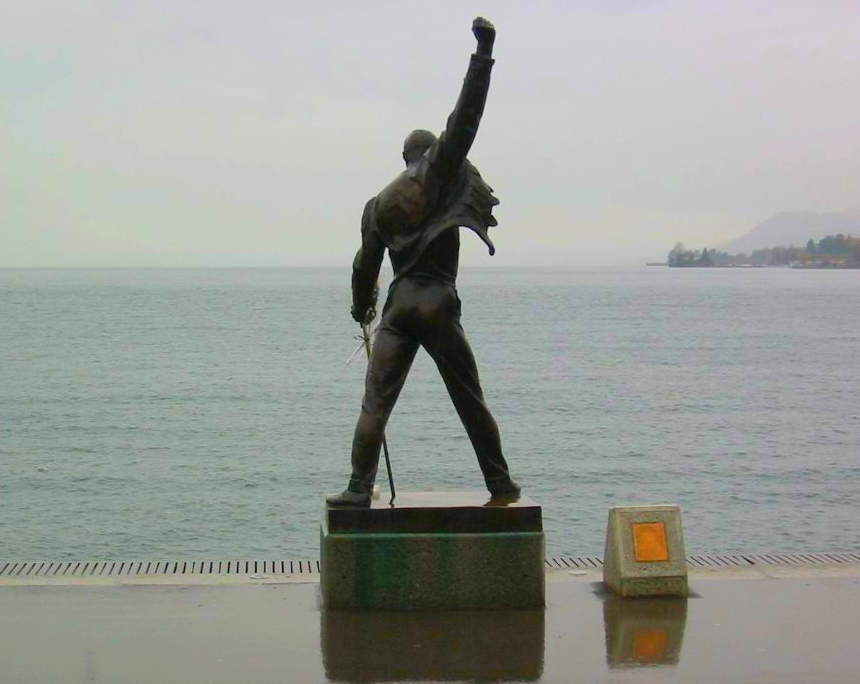
Статуя Фредді Мерк'юрі, яка знаходиться на березі Женеського озера, яка зображена на обкладинці альбому

«Made in Heaven» (укр. «Створено на небесах») — п'ятнадцятий і останній студійний альбом британського рок-гурту «Queen», вийшов 6 листопада 1995 року лейблом «Parlophone Records» у Великій Британії і «Hollywood Records» в США. Це перший реліз гурту з моменту смерті вокаліста Фредді Мерк'юрі у 1991 році. Після смерті Мерк'юрі гітарист Браян Мей, барабанщик Роджер Тейлор і бас-гітарист Джон Дікон працювали з вокальними і фортепіанними партіями, які Мерк'юрі записав перед смертю, додавши до запису нові інструменти. Обидва етапи запису, до і після смерті Мерк'юрі, були завершені в студії гурту в Монтре, Швейцарія. Альбом дебютував, посівши 1 позицію у Великій Британії, де він став 5×платиновим. Альбом мав успіх у всьому світі, особливо в Європі, де було продано більше 5 мільйонів копій, і більше 20 мільйонів у світі.
Обкладинка альбому має дві різні фотографії: обкладинку CD зробили в сутінках, на ній зображена скульптура Мерк'юрі роботи Ірени Седлецької, розташована на Женевському озері в Монтре, Швейцарія, на передній частині обкладинки, а на задній обкладинці зображені Мей, Тейлор і Дікон, які дивляться на Альпи; тоді як фотографію обкладинки LP зняли у тому ж місці на світанку, зображуючи ту ж статую спереду, а на задній обкладинці: Мей, Тейлор і Дікон дивляться на схід сонця.

## Історія
Альбом був записаний абсолютно інакше, ніж інші студійні альбоми «Queen». На початку 1991 року після завершення роботи над альбомом «Innuendo» і за кілька місяців до своєї смерті, Фредді Мерк'юрі записав стільки вокалу, скільки зміг, і залишив інструкції для інших учасників гурту (Браян Мей, Роджер Тейлор і Джон Дікон), за якими вони мали завершити пісні пізніше. У першу чергу було записано пісні «A Winter's Tale», «Mother Love» і матеріали для «You Don't Fool Me».
На відео «Champions Of The World» Мей описав ці сесії з Мерк'юрі як такі:
«На час, коли ми робили ці інші записи після „Innuendo“, ми багато говорили між собою, і знали, що ми абсолютно на позиченому часі, бо Фредді сказали, що він не дотягне до того часу. Гадаю, наш план був приходити, коли Фредді почувався доволі непогано, просто для того, щоб скористатися його присутністю наскільки можливо, ми практично жили в студії якийсь час, і коли він дзвонив і казав: "Я можу прийти на кілька годин", ми намагались скористатися його присутністю якнайбільше, знаєте, він нам говорив: "Дайте мені щось проспівати, напишіть мені щось, і я залишу вам стільки, скільки зможу"»
Продюсер Девід Річардс також додав:
«Що було незвично в цих останніх піснях, які вони записали, так це те, що Фредді наполіг на фінальному вокалі. Зазвичай він завжди хотів почекати, поки вся музика не буде закінчена, перш ніж він включить свій останній вокал. Мабуть, для цього була причина, я думаю, він відчував, що не було достатньо часу, щоб завершити це вчасно. Це також означає, що він безумовно хотів, щоб ці речі вийшли, просто не було ніякої іншої причини, чому він зробив би це»
Для завершення роботи над альбомом гурт повернувся у студію лише через 2 роки після смерті Мерк'юрі, у 1993 році. Мей розповідав в інтерв'ю, що Тейлор та Дікон уже щось встигли зробили у 1992-му, коли Мей був у турі для просування його альбому «Back to the Light». Повернувшись у 1993-му, Мей відчув що вони не на правильному шляху з музикою, і вони почали все більш-менш наново. Їхній трійці допомагав продюсер Девід Річардс.
На альбом напрацьованого бракувало, тому гурт вирішив повернутися до матеріалу, записаного раніше. Гурт не розповідає, чи Мерк'юрі мав певну думку до своєї смерті щодо пісень, які треба було б взяти до розгляду. Ідея була — взяти пісні, які співав Мерк'юрі й переробити їх як пісні «Queen».
У 2013 році Браян Мей сказав про альбом: «[Made in Heaven] був, можливо, кращим альбомом „Queen“, який ми коли-небудь робили. В ньому стільки краси. Це був довгий і копіткий процес. Справжня праця любові».

## Пісні
It's a Beautiful Day
За кілька років до того, як Фредді Мерк'юрі почав записувати сольний матеріал, він створив звуковий кліп з собою, експериментуючи на фортепіано в «Musicland Studios» в Мюнхені у 1980 році під час сесій альбому «The Game». Пізніше, під час створення альбому «Made in Heaven», пісню подовжили до двох хвилин і 32 секунд. Мелодійніше класичну секцію пісні, без імпровізації Мерк'юрі, склав Джон Дікон.
Made in Heaven
Спочатку ця пісня входила до альбому Мерк'юрі «Mr. Bad Guy», а також інший сольний трек Мерк'юрі «I Was Born To Love You», до якого «Queen» поставилися з особливою увагою у зв'язку з цим посмертним альбомом. Гурт просто переробив музику під «звучання Queen» і помістив попередній вокал Мерк'юрі поверх нової музики.
Let Me Live
«Let Me Live» — це жива рок-балада, в якій є рідкісний поділ вокалу між Мерк'юрі, Браяном Меєм і Роджер Тейлором. Пісню завершили у 1995 році після смерті Мерк'юрі. Цей трек спочатку записали з Родом Стюартом під час сесій альбому «The Works» 1984 року. Після завершення у 1995 році цієї пісні для «Made in Heaven», «Queen» за 11-годин зробили одну зміну в ній, щоб уникнути судового позову. Частина бек-вокалу містила лірику, що надто нагадує пісню «Piece of My Heart» Ерми Франклін. Невідомо, чи «Queen» вирішили внести зміни заздалегідь, або їм сказала зробити це звукозаписна компанія. У підсумку, потенційно проблематичний біт був мікшований, і трек вийшов. Промо-касети із США мають незмінену мінусівку. Ранні мексиканські і голландські CD-преси, як повідомляється, мають цю альтернативну версію.
Mother Love
«Mother Love» була останньою піснею, яку спільно написали Мерк'юрі і Мей, а також останнім вокальним виступом Мерк'юрі. Вокал Мерк'юрі для «Mother Love» записали 13-16 травня 1991 року. На своєму сайті Мей вказував, що обговорював процес написання пісні з Мерк'юрі (писав як окремо, так і разом, усвідомлюючи характер пісні і лірику). Дійшовши до останнього куплету, Мерк'юрі сказав Мею, що він повинен піти і відпочити, але що він повернеться пізніше і закінчить його. Після цього Мерк'юрі так і не повернувся в студію, і тому Мей заспівав останній куплет у треці.
В пісні є семпл з живого співу, записаного на знаменитому концерті «Queen» 1986 року на стадіоні «Вемблі», і семпл зі вступу студійної версії пісні «One Vision» і «Tie Your Mother Down». Вона також містить семпл з кавер-версії «Goin' Back», пісні, написаної Керол Кінг і Джеррі Гоффіном, для якої Мерк'юрі надав вокал у 1972 році. Ця кавер-версія вийшла на Б-стороні синглу з «I Can Hear Music», кавер-версією Ларрі Лурекса (псевдонім Фредді Мерк'юрі) до однойменної пісні гурту «The Ronettes», незадовго до виходу дебютного альбому «Queen». Звукові «сплески» між піснею і семплом «Goin' Back», найімовірніше, становлять кілька мілісекунд кожного треку «Queen», коли-небудь записаного, зібраних разом, а потім швидко прискорених через магнітофон. В самому кінці пісні чути плач дитини.
My Life Has Been Saved
«My Life Has Been Saved» починалася як акустичний трек, складений головним чином Діконом у 1987—1988 роках. Продюсер Девід Річардс допоміг йому з демо-записом і клавішними, потім Мерк'юрі заспівав у ньому, а пізніше весь гурт записав його. Версія «Made in Heaven» відрізняється від версії 1989 року (яка спочатку фігурувала як Б-сторона синглу «Scandal»), хоча вона використовує той же вокал від Мерк'юрі. Дікон грає на гітарі та клавішних, а також на своєму звичайному інструменті — бас-гітарі.
I Was Born to Love You
«I Was Born To Love You» була спочатку записана (фортепіано, вокал, синтезатори) Мерк'юрі 25 травня 1984 року для його альбому «Mr. Bad Guy» як пізнє доповнення (коли компанія звукозапису сказала, що альбому потрібен «сингл»). Мей, Тейлор і Дікон перезаписали її і додали свої інструменти, перетворивши пісню у рок, що швидко «розвивається», головним чином з участю «хард-рокової» гітари Мея. Цей трек став популярним в Японії у 2004 році, коли його використали для пісні телевізійної драми під назвою «Гордість» («テライド»). Ця версія також містить семпли імпровізованого вокалу Мерк'юрі з «A Kind of Magic», однойменного альбому 1986 року і з «Living on My Own», з його альбому «Mr. Bad Guy». Відеокліп до цієї версії пісні, також зроблений у 2004 році, він складається переважно з кадрів сольного відео Мерк'юрі і «Queen: Live at Wembley».
Heaven for Everyone
«Heaven for Everyone» написав Тейлор й пробував її виконувати із «Queen» у 1987-му, хоча, за де деякими джерелами, пісню було написано з ідеєю, що її співатиме Джоан Арматрейдінг. Відмовилася вона або Тейлор відкликав свою пісню, неясно, але вона була записана для його іншого гурту «The Cross». Одного вечора Мерк'юрі прийшов в студію, щоб відвідати «The Cross», і після декількох випитих стаканів він дав їм ідеї, як заспівати пісню, і в підсумку записав для неї вокал. Мерк'юрі з'явився у пісні британської версії їхнього альбому «Shove It» як запрошений вокаліст, а Тейлор виконав бек-вокал. Потім ролі помінялися місцями А у синглі і американській версії «Shove It» все було навпаки, Тейлор виконав головний вокал, а Мерк'юрі — бек-вокал. Вокал Мерк'юрі потім використали для релізу «Made in Heaven», з кількома різними рядками і Меєм співаючим бек-вокал замість Тейлора та Річардсом, що додав кілька аранжувальних ідей. Пісня вийшла як головний сингл альбому за два тижні до його випуску, з відеокліпом до неї, який вшановував пам'ять Мерк'юрі, а також містив кадри оригінального німого фільму Жоржа Мельєса «Подорож на Місяць» 1902 року.
Too Much Love Will Kill You
«Too Much Love Will Kill You» написали Мей, Френк Маскер та Елізабет Лемерс у проміжку часу між сесіями для альбомів «A Kind of Magic» і «The Miracle». Вони написали її в США з Мерк'юрі, який співав у ній. Проте, були деякі проблеми з компаніями, що представляли видавничі права Маскера і Лемерс, тому вони не могли випустити пісню належним чином в альбомі «The Miracle». Пісня навіть потрапила в оригінальний трек-лист між піснями альбому «I Want It All» і «The Invisible Man», але потім ввійшла до альбому. Це єдиний трек альбому «Made In Heaven», який не переробляли інші учасники гурту протягом сесій 1993—1995 років, використали оригінальний мікс 1989 року, підготовлений для альбому «The Miracle».
На Концерті пам'яті Фредді Мерк'юрі Мей зіграв пісню на фортепіано і заспівав її вперше публічно, а потім випустив її як частину свого сольного альбому «Back to The Light». Його аранжування відрізняється від версії «Queen», воно містить соло на акустичній гітарі та без ударних. Однак Мей грав цей трек наживо зі своїм гастрольним гуртом у 1992—1993 роках, використовуючи аранжування, схоже на оригінальну версію «Queen». Пісня була відзначена як найкраща пісня в музичному і текстовому плані на «Айвор Новело» 1997 року.
Цю пісня також виконали «Queen» і Лучано Паваротті у 2003 році, Паваротті співав останні частини куплетів італійською мовою.
You Don't Fool Me
«You Do not Fool Me» був одним з останніх треків, записаних для «Made in Heaven», вийшовший незвичайним чином. Мей пояснив на своєму вебсайті, що Річардс більш-менш створив рамки пісні наодинці, побудувавши її зі шматочків текстів, записаних безпосередньо перед смертю Мерк'юрі. Мей сказав, що до початку праці у Річардса не було пісні, про яку можна було б говорити. Однак після того, як Річардс відредагував і змікшував пісню (включаючи трохи гармоній, записаних для «A Winter's Tale»), він представив її гурту. Потім Мей, Тейлор і Дікон додали свої інструменти та бек-вокал, і були здивовані, що у підсумку вийшла закінчена пісня, яка почалася з нічого. Стиль цієї пісні нагадує про альбом 1982 року «Hot Space», і в альбомі гурту «Greatest Hits III» про це згадується. Тема пісні також може бути продовженням історії, яка розповідається у попередніх піснях «Queen» «Play the Game» і «It's a Hard Life».
A Winter's Tale
«A Winter's Tale» — балада, написана і складена Мерк'юрі в його апартаментах в Монтре, Швейцарія. Це остання повноцінна пісня Мерк'юрі, написана ним самим (музика для «Mother Love» авторства Мея). Відтоді її назвали однією з небагатьох різдвяних пісень гурту, поряд з «Thank God It's Christmas».
Пісню записали за декілька місяців перед смертю Мерк'юрі, вона — єдина пісня в історії «Queen», що була записана й вийшла, де вокал Мерк'юрі передував завершенню створення супровідної музики.
It's a Beautiful Day (Reprise)
Більш важка рок-версія «It's a Beautiful Day», тобто вона містить те ж саме на початку, але пізніше перетворюється на рок. Вона містить слово «Yeah» і семпли з пісні «Seven Seas of Rhye».
Yeah
«Yeah» — найкоротша пісня альбому і в каталозі пісень «Queen», що триває всього чотири секунди. Вона складається з Мерк'юрі, який вимовляє тільки слово «yeah», взяте з пісні «This Action Day» з альбому «Queen» «Hot Space».
Track 13
«Track 13», що йде 22 хвилини і 32 секунди, був експериментом Річардса з семплером «Ensoniq ASR-10». Він взяв вступні акорди «It's a Beautiful Day» і зробив з них звукову петлю, а потім додав голос Мерк'юрі через дивні відгомони. Мей і Тейлор також додали деякі ідеї до треку. Раніше цей трек був доступний тільки на CD-виданні альбому і на вищезазначених промо-касетах.
Стандартні касети з альбомом закінчуються скороченою «It's A Beautiful Day (Reprise)», що зникає після 12-го треку («Yeah»), де, без назви, продовжується цей трек. На сьогодні «Track 13» можна придбати як в складі повного альбому, так і окремо в офіційному інтернет-магазині «Queen».
LP-видання альбому має особливість — через кілька секунд, на яких голка потрапляє в борозну й зривається, що насправді означає, якщо у слухача є програвач, який не має автоматичної зупинки, активованої на даний момент, платівка зациклюється й грає безперервно, повторюючи кілька перших секунд.
«Track 13» сильно здивував й збив з пантелику фанів гурту, зважаючи на фоновий стиль музики й довжину, чого ніколи не було серед записів «Queen» (найдовша попередня пісня «Queen» «The Prophet's Song» з А-сторони альбому «A Night at the Opera» триває тільки 8:20). Останній трек альбому (у всіх форматах) — це 11-й трек «It's a Beautiful Day (Reprise)». Після цього чути як Фредді Мерк'юрі голосно каже: «Yeah», що заповнює всі 4 секунди 12-го треку. Фани стали називати цей трек цим односкладовим словом. Фонова музика із цього треку переходить на 13-й трек, триваючи безперервним потоком ще 22:32, а на завершення Фредді каже: «Fab!».
Серед фанів виникли дві «школи» думки: одна полягала в тому, що вони повинні були розглядатися не тільки як окремі треки, але і як окремі «пісні»; друга полягала в тому, що треки 11, 12 і 13 були однією піснею («It's a Beautiful Day [Reprise]») і що поділ її був навмисним жестом з боку гурту. Спочатку гурт був задоволений підтримувати атмосферу таємниці навколо «Track 13». Згодом Мей обговорив це і пролив трохи більше світла на нього, наприклад, згадане вище творіння Девіда Річардса і подальша участь в ньому його самого і Тейлора.
У 2015 році, після перевидання дискографії «Queen» на вінілі, «Made In Heaven» був перевиданий як подвійний диск з «Track 13», що займає всю «Д»-сторону. Трек отримав назву «13» і його вказали на обкладинці.

## Оцінки критиків
«Made in Heaven» отримав позитивні відгуки від музичних критиків. Критики оцінили його оптимізм і якість музики, після смерті Фредді Мерк'юрі у 1991 році.
Журнал «Q» написав: «Десять нових треків (і один реприз). Немає наповнювача. Не соромно. Безумовно, значне придбання для шанувальників „Queen“, але навіть без його особливого значення, „Made In Heaven“, ймовірно, кращий альбом, ніж „Innuendo“ і відповідна лебедина пісня одного з найбільш блискучих гуртів у році. „Made in Heaven“ — це також остання музична воля і заповіт зірки, яка ніколи не буде перетворена в святого, але чиї грандіозні виступи були до самого кінця завжди відзначені безрозсудним ентузіазмом і рідкісною щедрістю духу».
«The Sunday Times» описала альбом як «необхідним для прослуховування».
«Entertainment Weekly» писала: «Це ідеальна театральна епітафія для життя, присвяченого прекрасній вигадці».
«The Guardian» константувала: «Коли гурт виставляє усі ручки управління на повний газ, як це робив „Queen“, перегорання неминуче, для слухача, якщо не для гурту. Коли ми врешті-врешт доходимо до фіналу, в якому барабани розлітаються вдрузки, „It's a Beautiful Day“, де Фредді завиває ашнадцятий раз як хтивий ротвейлер, відчувається, що минуло більше ніж 70 хвилин. Саме тут виручають згадані раніше слова. Написані здебільшого Фредді, вони є прощальними. Він виливає серце, і від його слів щипає в горлі. Навіть слова, якими починається альбом, набирають болісної важливості».
«Jerusalem Post» написала: «Якимось чином здатність Мерк'юрі і „Queen“ видавати радісний шум перед обличчям болю і смерті роблять цей альбом дуже втішним для нас в нестабільні часи».
«The Times» заявила: «[Немає] будь-яких явно наполовину спечених або залатаних номерів. Більшість, однак, так само добра, як і все, що „Queen“ придумали в свої пізні роки. Наскільки це добре, як завжди з „Queen“, багато в чому залежить від смаку. „Mother Love“, останній запис, зроблений Мерк'юрі, — це пісня справді серцевого пафосу. Попри свою прострочену доставку, „Made in Heaven“ чудово встає як завершальний розділ в захопливій поп-одісеї».
«AllMusic» писав: «„Made in Heaven“ повернув до розквіту „Queen“ 1970-х років з його сильними мелодіями і хард-роковою гітарою, увінчаними бравурним співом Мерк'юрі і деякими з масованих хорових ефектів, знайомих по „Bohemian Rhapsody“. Навіть якщо б ніхто не знав, що ці пісні співаються в тіні смерті, ця тема була б очевидна. Тексти пісень були пронизані питаннями життя і смерті, з назв. Найдивніше в цьому було те, що в співі Мерк'юрі завжди був натяк на табірне почуття гумору, і воно тривало і тут, навіть коли почуття явно були настільки ж щирими, як і театрально завищеними. Можливо, Мерк'юрі був сповнений рішучості вийти тим же шляхом, яким він прийшов, як діва. Якщо це так, то йому це вдалося».

## Трек-лист
Автори треків, приписуваних «Queen», подані в дужках.

### CD
| #   | Назва                           | Автор                                           | Головний вокал                            | Тривалість |
| --- | ------------------------------- | ----------------------------------------------- | ----------------------------------------- | ---------- |
| 1.  | «It's a Beautiful Day»          | Queen (Фредді Мерк'юрі, Джон Дікон)             |                                           | 2:32       |
| 2.  | «Made in Heaven»                | Фредді Мерк'юрі                                 |                                           | 5:25       |
| 3.  | «Let Me Live»                   | Queen                                           | Роджер Тейлор, Браян Мей, Фредді Мерк'юрі | 4:45       |
| 4.  | «Mother Love»                   | Фредді Мерк'юрі, Браян Мей                      | Фредді Мерк'юрі, Браян Мей                | 4:49       |
| 5.  | «My Life Has Been Saved»        | Queen (Джон Дікон)                              |                                           | 3:15       |
| 6.  | «I Was Born to Love You»        | Фредді Мерк'юрі                                 |                                           | 4:49       |
| 7.  | «Heaven for Everyone»           | Роджер Тейлор                                   |                                           | 5:36       |
| 8.  | «Too Much Love Will Kill You»   | Браян Мей, Френк Мескер, Елізабет Лемерс        |                                           | 4:20       |
| 9.  | «You Don't Fool Me»             | Queen                                           |                                           | 5:24       |
| 10. | «A Winter's Tale»               | Queen (Фредді Мерк'юрі)                         |                                           | 3:49       |
| 11. | «It's a Beautiful Day» (реприз) | Queen (Фредді Мерк'юрі)                         |                                           | 3:01       |
| 12. | «Yeah» (прихований трек)        | Queen                                           | розмовне слово Фредді Мерк'юрі            | 0:04       |
| 13. | Untitled (прихований трек)      | Queen (Браян Мей, Роджер Тейлор, Девід Річардс) | розмовне слово Фредді Мерк'юрі            | 22:32      |

| 2011 бонус-EP | 2011 бонус-EP                                                                           | 2011 бонус-EP |
| #             | Назва                                                                                   | Тривалість    |
| ------------- | --------------------------------------------------------------------------------------- | ------------- |
| 1.            | «Heaven for Everyone» (синглова версія)                                                 | 4:39          |
| 2.            | «It's a Beautiful Day» (версія «Б»-сторони)                                             | 3:58          |
| 3.            | «My Life Has Been Saved» (версія «Б»-сторони, 1989)                                     | 3:16          |
| 4.            | «I Was Born to Love You» (вокальна і фортепіанна версія (приписується Фредді Мерк'юрі)) | 2:55          |
| 5.            | «Rock in Rio Blues» («Б»-сторона, наживо)                                               | 4:33          |
| 6.            | «A Winter's Tale» (cosy fireside mix)                                                   | 3:49          |

| 2011 iTunes делюкс-видання, бонус-відео | 2011 iTunes делюкс-видання, бонус-відео                        | 2011 iTunes делюкс-видання, бонус-відео |
| #                                       | Назва                                                          | Тривалість                              |
| --------------------------------------- | -------------------------------------------------------------- | --------------------------------------- |
| 7.                                      | «Heart-ache (Too Much Love Will Kill You)» (промо-відео, 1995) |                                         |
| 8.                                      | «Heaven for Everyone» (промо-відео, 1995)                      |                                         |
| 9.                                      | «Outside-In (A Winter's Tale)» (промо-відео, 1995)             |                                         |

### 1995 LP
Два треки вінилової версії «Made in Heaven» довелося змінити, щоб помістити їх на одному віниловому диску. Ці два треки: «I Was Born to Love You» і «You Don't Fool Me». Крім того, версія «Heaven for Everyone», ввійшла до вінілу — це сингловий варіант.
| Сторона «А» | Сторона «А»              | Сторона «А»                         | Сторона «А» |
| #           | Назва                    | Автор                               | Тривалість  |
| ----------- | ------------------------ | ----------------------------------- | ----------- |
| 1.          | «It's a Beautiful Day»   | Queen (Фредді Мерк'юрі, Джон Дікон) | 2:32        |
| 2.          | «Made in Heaven»         | Фредді Мерк'юрі                     | 5:25        |
| 3.          | «Let Me Live»            | Queen                               | 4:45        |
| 4.          | «Mother Love»            | Фредді Мерк'юрі, Браян Мей          | 4:49        |
| 5.          | «My Life Has Been Saved» | Queen (Джон Дікон)                  | 3:15        |

| Сторона «Б» | Сторона «Б»                             | Сторона «Б»                             | Сторона «Б» |
| #           | Назва                                   | Автор                                   | Тривалість  |
| ----------- | --------------------------------------- | --------------------------------------- | ----------- |
| 6.          | «I Was Born to Love You»                | Фредді Мерк'юрі                         | 4:25        |
| 7.          | «Heaven for Everyone» (синглова версія) | Роджер Тейлор                           | 4:43        |
| 8.          | «Too Much Love Will Kill You»           | Браян Мей Френк Маскер, Елізабет Лемерс | 4:20        |
| 9.          | «You Don't Fool Me»                     | Queen                                   | 4:46        |
| 10.         | «A Winter's Tale»                       | Queen (Фредді Мерк'юрі)                 | 3:49        |
| 11.         | «It's a Beautiful Day (Reprise)»        | Queen (Фредді Мерк'юрі)                 | 3:01        |
| 12.         | «Yeah» (не названий)                    | Queen (Фредді Мерк'юрі)                 | 0:15        |

### 2015 LP
«Made in Heaven» був перевиданий на вінилі 25 вересня 2015 року разом з усіма іншими студійними альбомами «Queen». Це перший раз, коли альбом, що вийшов на вінілі, був розкиданий між 2 платівками. «Track 13»  вперше представил на вінілі, його позначили як «13» на обкладинці і займає всю Б-сторону.
| Сторона «А» | Сторона «А»            | Сторона «А»                         | Сторона «А» |
| #           | Назва                  | Автор                               | Тривалість  |
| ----------- | ---------------------- | ----------------------------------- | ----------- |
| 1.          | «It's a Beautiful Day» | Queen (Фредді Мерк'юрі, Джон Дікон) | 2:32        |
| 2.          | «Made in Heaven»       | Фредді Мерк'юрі                     | 5:25        |
| 3.          | «Let Me Live»          | Queen                               | 4:45        |
| 4.          | «Mother Love»          | Фредді Мерк'юрі, Браян Мей          | 4:46        |

| Сторона «Б» | Сторона «Б»              | Сторона «Б»        | Сторона «Б» |
| #           | Назва                    | Автор              | Тривалість  |
| ----------- | ------------------------ | ------------------ | ----------- |
| 1.          | «My Life Has Been Saved» | Queen (Джон Дікон) | 3:15        |
| 2.          | «I Was Born to Love You» | Фредді Мерк'юрі    | 4:51        |
| 3.          | «Heaven for Everyone»    | Роджер Тейлор      | 5:34        |

| Сторона «А» | Сторона «А»                      | Сторона «А»                              | Сторона «А» |
| #           | Назва                            | Автор                                    | Тривалість  |
| ----------- | -------------------------------- | ---------------------------------------- | ----------- |
| 1.          | «Too Much Love Will Kill You»    | Браян Мей, Френк Маскер, Елізабет Лемерс | 4:20        |
| 2.          | «You Don't Fool Me»              | Queen                                    | 5:23        |
| 3.          | «A Winter's Tale»                | Queen (Фредді Мерк'юрі)                  | 3:49        |
| 4.          | «It's a Beautiful Day (Reprise)» | Queen (Фредді Мерк'юрі)                  | 3:00        |
| 5.          | «Yeah» (не названий)             | Queen (Фредді Мерк'юрі)                  | 0:11        |

| Сторона «Б» | Сторона «Б» | Сторона «Б»                                     | Сторона «Б» |
| #           | Назва       | Автор                                           | Тривалість  |
| ----------- | ----------- | ----------------------------------------------- | ----------- |
| 1.          | «13»        | Queen (Браян Мей, Роджер Тейлор, Девід Річардс) | 22:32       |

## Кліпи до альбому
1. Heaven for Everyone — музичне відео, присвячене пам'яті Фредді Мерк'юрі, яке зняв Девід Маллет, що вийшло у 1995 році. У ньому висвітлені кадри з фільмів «Подорож на Місяць» (1902), «Неможливий вояж» (1904) та «Затьмарення» (1907).
2. A Winter's Tale — музичне відео-епітафія, оскільки були вказані тексти пісень Фредді Мерк'юрі поряд із зображеннями та кадрами минулих виступів співака.
3. Too Much Love Will Kill You — відео до пісні Браяна Мая, зняте режисером Девідом Маллетом. У кліпі використані домашні зйомки, що стосувалися життя гурту «Queen».
4. You Don't Fool Me — у відео показано нічний клуб, де молода людина зустрічає свою колишню подругу та розповідає про спогади їхніх коротких стосунків. Тема пісні може бути продовженням оповідання, створеного попередніми піснями «Queen» — «Play the Game» і «It's a Hard Life».
5. I Was Born to Love You — відео зняте Річардом Хеслопом. У кліпі представлені мешканці блоку квартир, де показано людей різного сексуального переконання.

## Учасники запису
Queen
- Фредді Мерк'юрі — головний вокал (всі треки), клавішні (1-3, 6, 10, 11), бек-вокал (2, 6, 9, 10), драм-машина (4)
- Браян Мей — електрогітара (всі треки), бек-вокал (3, 7, 8, 10, 11), клавішні (3, 4, 6, 8, 10), головний вокал (3, 4)
- Роджер Тейлор — ударні (всі, крім 1), бек-вокал (3, 7, 9-11), перкусія (1-3, 6, 9), клавішні (7, 9), головний вокал (3)
- Джон Дікон — бас-гітара (всі треки), клавішні (1, 5, 11), електрогітара (5)

Додатковий персонал
- Ребекка Лайг-Вайт, Гарі Мартін, Кетрін Портер, Міріам Стоклі — бек-вокал (3)
- Девід Річардс — клавішні (5, 8, 13), співпродюсування, інженерінг, мікшування
- Джастін Ширлі-Сміт — співпродюсування, інженерінг
- Джош Макрей — співпродюсування, інженерінг
- Райнхольд Мак — запис матеріалу 1980-х років
- Кевін Метколф — мастеринг
- Річард Грей — оформлення обкладинки

## Чарти
| Чарт (1995)                                      | Позиція |
| ------------------------------------------------ | ------- |
| Австралія (ARIA Charts)                          | 3       |
| Австрія (Австрійський чарт альбомів)             | 1       |
| Бельгія (Ultratop) (Фландрія)                    | 2       |
| Бельгія (Ultratop) (Валлонія)                    | 2       |
| Канада (RPM)                                     | 18      |
| Данія (Данський чарт альбомів)                   | 1       |
| Нідерланди (MegaCharts)                          | 1       |
| Фінляндія (Фінляндський чарт альбомів)           | 1       |
| Франція (SNEP)                                   | 2       |
| Німеччина (Media Control Charts)                 | 1       |
| Італія (Італія чарт альбомів)                    | 1       |
| Японія (Oricon)                                  | 10      |
| Нова Зеландія (Official New Zealand Music Chart) | 1       |
| Норвегія (VG-lista)                              | 2       |
| Іспанія (PROMUSICAE)                             | 1       |
| Швеція (Sverigetopplistan)                       | 1       |
| Швейцарія (Schweizer Hitparade)                  | 1       |
| Велика Британія (UK Albums Chart)                | 1       |
| США (Billboard 200)                              | 58      |

| Чарт (1995)                          | Позиція |
| ------------------------------------ | ------- |
| Австралія (ARIA Charts)              | 42      |
| Австрія (Австрійський чарт альбомів) | 13      |
| Франція (SNEP)                       | 10      |
| Італія (Італія чарт альбомів)        | 8       |
| Велика Британія (UK Albums Chart)    | 7       |
| Чарт (1996)                          | Позиція |
| Австрія (Австрійський чарт альбомів) | 10      |
| Франція (SNEP)                       | 32      |
| Німеччина (Media Control Charts)     | 9       |
| Японія (Oricon)                      | 92      |
| Швейцарія (Schweizer Hitparade)      | 18      |
| Велика Британія (UK Albums Chart)    | 68      |

### Сертифікації
| Країна                                                  | Сертифікація | Продано    |
| ------------------------------------------------------- | ------------ | ---------- |
| Австрія (IFPI)                                          | 2×Платина    | 100,000*   |
| Канада (Music Canada)                                   | Платина      | 100,000^   |
| Данія (IFPI)                                            | Платина      | 50,000     |
| Фінляндія (Musiikkituottajat)                           | Платина      | 50,668     |
| Франція (SNEP)                                          | 2×Платина    | 686,300    |
| Німеччина (BVMI)                                        | 3×Платина    | 1,500,000^ |
| Японія (RIAJ)                                           | Платина      | 336,782    |
| Нідерланди (NVPI)                                       | 5×Платина    | 500,000^   |
| Норвегія (IFPI)                                         | Платина      | 50,000*    |
| Польща (ZPAV) перевидання лейблу Agora SA 2009 року     | Діамант      | 100,000*   |
| Іспанія (PROMUSICAE)                                    | 4×Платина    | 400,000^   |
| Швейцарія (IFPI)                                        | 5×Платина    | 250,000^   |
| Велика Британія (BPI)                                   | 8×Платина    | 2,400,000^ |
| США (RIAA)                                              | Золото       | 500,000^   |
| У сумі                                                  |              |            |
| Європа (IFPI)                                           | 5×Платина    | 5,000,000* |
| * Дані про продажі, засновані тільки на сертифікації    |              |            |
| ^ Дані про постачання, засновані тільки на сертифікації |              |            |